# Corina Luijks
Corina Luijks (20 novembre 1995) è una calciatrice olandese, attaccante del Como 1907.

## Carriera
Corina Luijks si avvicina giovanissima al gioco del calcio, tesserandosi dal 2003 con il RKSV Halsteren e giocando con i maschietti 154 incontri nelle sue formazioni miste fino al 2010, risultando il miglior marcatore della squadra in quasi tutte le stagioni.
Nel 2010 Luijks si trasferisce alla sua prima squadra interamente femminile, lo Smerdiek, con il quale gioca secondo livello del campionato olandese femminile di calcio fino al 2013 e marcando complessivamente 66 presenze e 42 reti.
Dopo aver vestito la maglia dell'Anderlecht e aver giocato in BeNe League, campionato congiunto belga olandese di primo livello, nella stagione 2013-2104, Corina Luijks si è trasferita al Kontich rimanendo in Belgio per il campionato nazionale di seconda divisione.
Nell'estate 2015 fa ritorno in patria, accodandosi con il PSV Eindhoven per giocare in Eredivisie, primo livello del campionato olandese femminile di calcio. Con la squadra di Eindhoven rimane suna sola stagione.
Durante il calciomercato estivo 2016 si trasferisce al Lierse, giocando ancora in Eredivisie per la stagione entrante.
Nell'estate 2017 si trasferisce nuovamente, sottoscrivendo un contratto con l'Excelsior/Barendrecht, con il quale ha giocato in Eredivisie per il campionato 2017-2018, condividendo con le compagne il nono posto in classifica al termine del campionato, marcando 21 presenze e 2 reti. Nel frattempo gioca anche a calcio a 5, nel Bristol Team e poi nel Barendrecht.
Durante il calciomercato invernale 2018-2019 si trasferisce nuovamente all'estero, sottoscrivendo un accordo con le baresi del Pink Sport Time per giocare in Serie A, livello di vertice del campionato italiano, per la seconda parte della stagione. Fa il suo debutto in campionato il 12 gennaio 2019, alla 13ª giornata, dove apre anche le marcature nell'incontro vinto per 3-1 sulle avversarie del ChievoVerona Valpo.
Nell'estate 2021, terminata la breve esperienza alla Lazio, si è trasferita in Francia al Soyaux. Impiegata dal tecnico Dragan Cvetković fin dalla 1ª giornata di campionato, sigla il suo primo gol in Division 1 Féminine all'Olympique Lione, l'unico per la sua squadra nella pesante sconfitta interna per 6-1.

## Palmarès

### Club
- Campionato italiano di Serie B: 1

Lazio: 2020-2021